# فيتالي دينيسوف

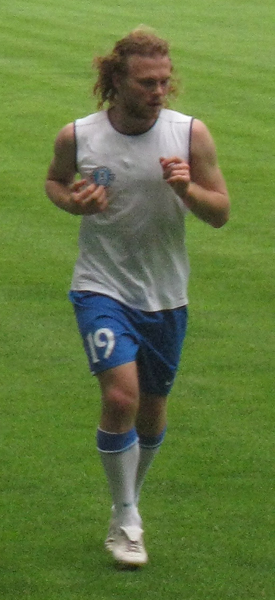
فيتالي دينيسوف

فيتالي غينادييفيتش دينيسوف (بالأوزبكية: Віталій Геннадійович Денисов)، من مواليد 23 فبراير 1987 في طشقند في الاتحاد السوفييتي، لاعب كرة قدم أوزبكستاني منحدر من أصول بيلاروسية.
بدأ مسيرته الكروية مع نادي سيسكا موسكو الروسي في موسم 2004/2005، وفي عام 2006 انتقل إلى نادي سبارتاك نيجني نوفغورود الروسي، ولعب معهم 36 مباراة وسجل هدف واحد، ومنذ عام 2007 وهو يلعب مع نادي دنيبرو دنيبروبتروفسك الأوكراني.
و قد بدأ باللعب مع منتخب أوزبكستان لكرة القدم في عام 2007.

## روابط خارجية
- فيتالي دينيسوف على موقع الاتحاد الدولي (مؤرشف)  (الإنجليزية)
- فيتالي دينيسوف على موقع الاتحاد الأوربي (الإنجليزية)
- فيتالي دينيسوف على موقع اتحاد أوكرانيا (الإنجليزية)
- فيتالي دينيسوف على موقع قاعدة بيانات كرة القدم.إي يو (الإنجليزية)
- فيتالي دينيسوف على موقع ناشيونال فوتبول تيمز (الإنجليزية)
- فيتالي دينيسوف على موقع Soccerway.com (الإنجليزية)
- فيتالي دينيسوف على موقع عالم كرة القدم.نت (الإنجليزية)
- فيتالي دينيسوف على موقع كووورة
- فيتالي دينيسوف على موقع AS.com (الإسبانية)